# The Heart Is Deceitful Above All Things
The Heart is Deceitful Above All Things är en film från 2004. Den är baserad på JT LeRoys bok med samma namn.
Skådespelare är bland andra Asia Argento, Jimmy Bennett, Dylan och Cole Sprouse, Peter Fonda och Marilyn Manson.